# Lenguas karénicas
Las lenguas karénicas o lenguas karen son un conjunto de lenguas tonales habladas por más de tres millones de personas al sur de Birmania. Son consideradas una rama de las lenguas tibetano-birmanas.
Son las únicas lenguas tibetano-birmanas en las cuales el orden de la oración es Sujeto Verbo Objeto, pues las demás siguen el patrón Sujeto Objeto Verbo. Esto se debe a la influencia que sobre las lenguas karénicas han ejercido las vecinas lenguas mon-jemer y tai. También se considera excepcional que no registren influencia china. Para la escritura todas estas lenguas usan el alfabeto birmano (မြန်မာအက္ခရာ).

## Clasificación
Las lenguas karénicas se subdividen en tres grupos:
- Pa'o
- Pwo (Este, Norte, Oeste, Phrae)
- Sgaw-Bghai
  - Bghai (Lahta, Padaung, Bwe, Geko, Geba)
  - Brek
  - Kayah (este, oeste, Yinbaw, Yintale, Manumanaw)
  - Sgaw Karen (Sgaw, Paku, Mopwa, Wewaw)

## Características comunes
Las lenguas karénicas constituyen un grupo filogenéticamente bien definido, y existen reconstrucciones comparativas que apoyan dicho grupo como unidad filogenética.

### Fonología
- Como la mayoría de las lenguas sino-tibetanas, son tonales, aislantes y originalmente monosilábicas: una sílaba corresponde generalmente a un morfema.
- La estructura de la sílaba es la siguiente: C¹(C²)V T (consonante, vocal, tono). Si existe otra consonante agrupada a la inicial, la segunda no puede ser sino [w], [l], [ɣ], [r], [j]. La vocal puede ser una nasal en Pwo, pero no en Sgaw.
- Presentan una relativa riqueza vocálica: nueve vocales en Sgaw, une quince entre vocales orales, nasales y diptongos en Pwo.
- Tienen una serie de oclusivas sordas aspiradas: /ʰp, ʰt, ʰc, ʰk/ y además la interdental sorda θ (el fonema que se escribe th en inglés y z en castellano), el cierre glotal ʔ, una fricativa sonora velar ɣ o uvular ʁ y la vibrante r.

Los cuadros siguientes presentan en caracteres gruesos los fonemas comunes a las diferentes lenguas karénicas: el Sgaw de Bassein, Moulmein (Myanmar) y Massariang (Tailandia, Provincia de Tak); el Pwo occidental de Bassein y Kyonbaw; el Pwo oriental de Moulmein, Tavoy y Hpa-An; el Taungthu o Pa'o, ele Kayah-li o Kareni de los alrededores de Mae Hong Son (Tailandia, Provincia de Tak); los demás fonemas son propios solamente de algunas de estas lenguas:

#### Consonantes
El inventario consonántico característico de una lengua karénica es:[cita requerida]
|              |              | Labiales | Dentales | Alveolares | Post- alveolares | Palatales | Velares | Glotales |
| ------------ | ------------ | -------- | -------- | ---------- | ---------------- | --------- | ------- | -------- |
| Nasales      | Nasales      | m        | n        |            |                  | ɲ         | ŋ       |          |
| Oclusivas    | sordas       | p        |          | t          |                  |           | k       | ʔ        |
| Oclusivas    | sonoras      | b, ɓ     |          | d, ɗ       |                  |           |         |          |
| Oclusivas    | aspiradas    | pʰ       |          | tʰ         |                  |           | kʰ      |          |
| Africadas    | no aspiradas |          |          |            |                  | c         |         |          |
| Africadas    | aspiradas    |          |          |            |                  | cʰ        |         |          |
| Fricativas   | sordas       |          | θ        | s          | ɕ                | ʃ         | χ       | h        |
| Fricativas   | sonoras      |          |          |            |                  |           | ɣ, ʁ    |          |
| Fricativas   | aspiradas    |          |          | sʰ         |                  |           |         |          |
| Vibrante     | Vibrante     |          |          |            | r                |           |         |          |
| Lateral      | Lateral      |          |          |            | l                |           |         |          |
| Aproximantes | Aproximantes |          | w        |            |                  |           | j       |          |

Notas y comentarios
1. Implosivas: En Pwo occidental (dialecto de Kyonbaw ) se registran tres oclusivas sonoras: /b/ y dos implosivas /ɓ/ y /ɗ/.
2. Las africadas alveo-palatales varían libremente /s/ a /sʰ/ en Pwo oriental; /k/ a /kʰ/ en Sgaw occidental.
3. La interdental sorda /θ/ está presente en todas las lenguas, excepto en Kayah y en Taunthu/Pa'o. Generalmente se pronuncia «s» en Tailandia.
4. Las consonantes fricativas velares están presentes en todas las variedades, salvoe en Kayah y en Taunthu/Pa-O.
5. La aproximante alveolar ɹ/ del Pwo occidental remplaza la lateral l en del Pwo oriental y a veces la del Taunghtu/Pa'o.
6. /w/ puede pronunciarse /v/ en Kayah, y en Taungthu, si están en posición inicial.
7. La aproximante palatal j} puede realizarse como la fricativa palatal sonora ʝ o la fricativa alveolar sonora z y a veces como fricativa postalveolar sonoraʒ en el Sgaw de Tailandia.

#### Vocales comunes al Sgaw, Taungthu-Pa'o y Kayah (Li)
|              | Anteriores | Centrales | Posteriores |
| ------------ | ---------- | --------- | ----------- |
| Cerradas     | i          |           | ɯ / u       |
| Semicerradas | e          |           | o           |
| Medias       |            | ǝ / ɤ     |             |
| Semiabiertas | ε          |           | ʌ / ɔ       |
| Abiertas     |            | a         |             |

Particularidades
1- Solamente Kayah posee la vocal ʌ
2- El Taungthu-Pa'o posee los diptongos /ai/ y /ei/

#### Vocales y diptongos del Pwo
| Orales       | Orales       | Orales     | Orales    | Orales      | Nasales    | Nasales   | Nasales     |
|              |              | Anteriores | Centrales | Posteriores | Anteriores | Centrales | Posteriores |
| Monoptongos  |              |            |           |             |            |           |             |
| ------------ | ------------ | ---------- | --------- | ----------- | ---------- | --------- | ----------- |
| Monoptongos  | Cerradas     | i          | ɨ         | ɯ / u       |            |           |             |
| Monoptongos  | Semicerradas | e          |           | o           |            |           |             |
| Monoptongos  | Medias       |            | ǝ / ɤ     |             |            | ɤ̃ õ       |             |
| Monoptongos  | Semiabiertas | ε          |           | ɔ           |            |           |             |
| Monoptongos  | Abierta      |            | a         |             |            | ã         |             |
| Diptongos    |              |            |           |             |            |           |             |
| Semicerradas | ei           | ɤɯ         | ou        | eĩ          | ɤɯ̃         | oũ        |             |
| Abiertas     |              | ai         | au        |             | aĩ         | aũ        |             |

Para ver una presentación de las vocales en el Pwo occidental y de las consonantes del Pwo oruiental.

#### Tonos
Los tonos varían de una lengua a otra e incluso de una región a otra. Se caracterizan en general por la presencia de tres registros: alto, medio y bajo, combinados o no con un cierre glotal; en Pa'o hay un tono alto descendente; en Kayah un tono bajo ascendente. La altura relativa y la modulación son variables.

### Gramática
- Como se ha dicho el orden de la frase es Sujeto Verbo Objeto.

əwe /ʔãN / mɪ / be /cəpãN /θo (E-Pwo)
?a_ / ?é   / di  / hpu' / jépu_ / hu'    (Kayah Li)
él / come / arroz /como /japonés /como/
'él come arroz como un japonés'
- El nombre es invariable. Se añade un sufijo u otro nombre para diferenciar el género femenino del masculino: así en Kayah (Li):

hé 'los chinos' / hé mo_ 'una china' / hé phé 'un chino'
en Sgaw
θ'raˌ 'un maestro' / θ'raˌ-myˌ 'una maestra'
- Hay une serie de clasificadores que se emplean obligatoriamente con un nombre cuantificado: hto ni dy (cerdo/dos/clase animales), dos cerdos (E-Pwo); hpô'-θaˌ lwi_ ra (niño/cuatro/clase humanos), cuatro niños (Sgaw).
- El verbo no se conjuga. Partículas colocadas antes o después del verbo indican los diversos modos:

ye/?oˌ mé /wi/li'/ (Sgaw)
yo /como arroz/terminar/ahora/
'ya comí'
- Como en otras lenguas fundamentalmente monosilábicas, la mayoría de las palabras están formadas por una o dos sílabas, pero a veces se unen más sílabas mediante dos métodos de formación que explican la existencia de formas más largas: derivación por la adición de sufijos y composición por la reunión de dos nombre y verbo o verbo y nombre. Así en Sgaw, pra-chwô-hpô que significa alumno(s) está compuesto de pra (clasificador para humanos), de chwô (escuela) y de hpô (sufijo para ciertas categorías de personas).
- Las lenguas Karen recurren a la serialización verbal:

ye/xwé_/?ã'/kou'/ (Pwo)

yo/comprar/comer/bizcocho

Compré un bizcocho y me lo comí.

### Comparación léxica
Los numerales en diferentes lenguas karénicas son:
| GLOSA | Pa'o  | Pwo    | Pwo    | Pwo      | Sgaw-Bghai | Sgaw-Bghai    | Sgaw-Bghai  | Sgaw-Bghai | Sgaw-Bghai | PROTO- KAREN |
| GLOSA | Pa'o  | Orien. | Occid. | Phrae    | Lahta      | Brek          | Kayah Or.   | Yinbaw     | S'gaw      | PROTO- KAREN |
| ----- | ----- | ------ | ------ | -------- | ---------- | ------------- | ----------- | ---------- | ---------- | ------------ |
| '1'   | də̀    | lə51   | làŋ    | na21-    | ə̀          | dá            | tə-         | là         | tə́         | *də̀          |
| '2'   | nì    | nĩ51   | nì     | kʰiŋ45-  | ɲə̀ŋ        | dágí          | nʌ̄          | ŋə́         | kʰí        | *kʰi~nì      |
| '3'   | sòm   | θɛ̃51   | θàŋ    | səŋ45-   | tə̄ᵗŋ       | sú            | sō          | sɤ́         | θə́         | *sam         |
| '4'   | lítʔ  | li24   | líʔ    | liŋ21-   | lwì        | lí            | lwī         | lwí        | lwî        | *lwiʔ        |
| '5'   | ŋá    | jɛ1    | jaíʔ   | je21-    | ɲìŋ        | jɛ́            | ŋɛ̄-         | ŋaí        | jɛ̀         | *ŋaí         |
| '6'   | sù    | xũ51   | xù     | xuŋ45-   | sʰwáʔ      | súʔsʊ́ʔ (=3·2) | sō swá      | ʃú         | xú         | *xu          |
| '7'   | nʊ́ʔ   | nwi51  | nwì    | noj45-   | ɲwɛ́ʔ       | n̥ɛ́            | sō swá tə-  | nwɛ́        | nwí        | *nwiʔ        |
| '8'   | swátʔ | xo3    | xóʔ    | xoʔ45-   | sʰṳ̀        | ʃísó          | lwī swá     | sʰɔ́        | xɔ́ʔ        | *xóʔ         |
| '9'   | koʊ́ʔ  | kʰwi24 | kʰwì   | kʰwiŋ45- | kʰwí       | kíʔ           | lwī swá tə- | kʰwɛí      | kʰwí       | *kʰwi        |
| '10'  | tə̄ʃí  | cʰi51  | kə̄sʰì  | ciŋ45-   | ʃə̄         | tʃʰí          | chʌ̄         | lə̄ʃɯ́       | tə̄sʰí      | *də̄-sʰí      |